# Frederick John Hunt
Frederick John Hunt (ur. 1899 w Whitchurch, zm. 17 marca 1954 w Basingtroke) – angielski asów myśliwskich okresu I wojny światowej. Autor 9 zwycięstw powietrznych.
Służbę w  RFC rozpoczął prawdopodobnie na początku 1918 roku. Od lata został przydzielony do No. 74 Squadron RAF. W jednostce służył do końca wojny.
Pierwsze zwycięstwo powietrzne odniósł 1 września 1918 roku nad niemieckim balonem obserwacyjnym. Z jego dziewięciu zwycięstw powietrznych dwa stanowiły balony, a pozostałe 7 samoloty Fokker D.VII.
Frederick John Hunt był odznaczony m.in.:
- Distinguished Flying Cross (Wielka Brytania) przyznanym w lutym 1919 roku.